# Termoluminescenza

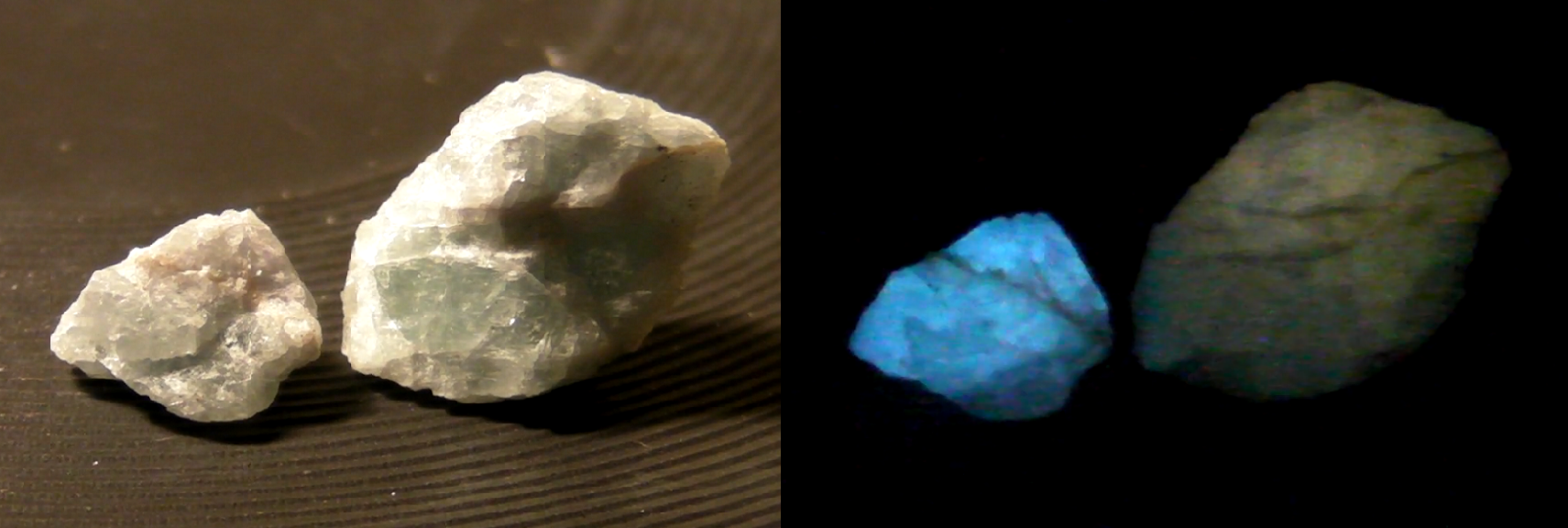
Termoluminescenza della fluorite

La termoluminescenza è un fenomeno fisico di emissione di luce da parte di alcuni cristalli.

## Meccanismo
Gli elettroni in seguito all'irraggiamento naturale di radiazioni alfa, beta e gamma, rimangono stabilmente "intrappolati". In seguito al riscaldamento il materiale riceve energia che consente la "liberazione" degli elettroni: l'energia accumulata viene emessa sotto forma di fotoni (luce).

## Applicazioni

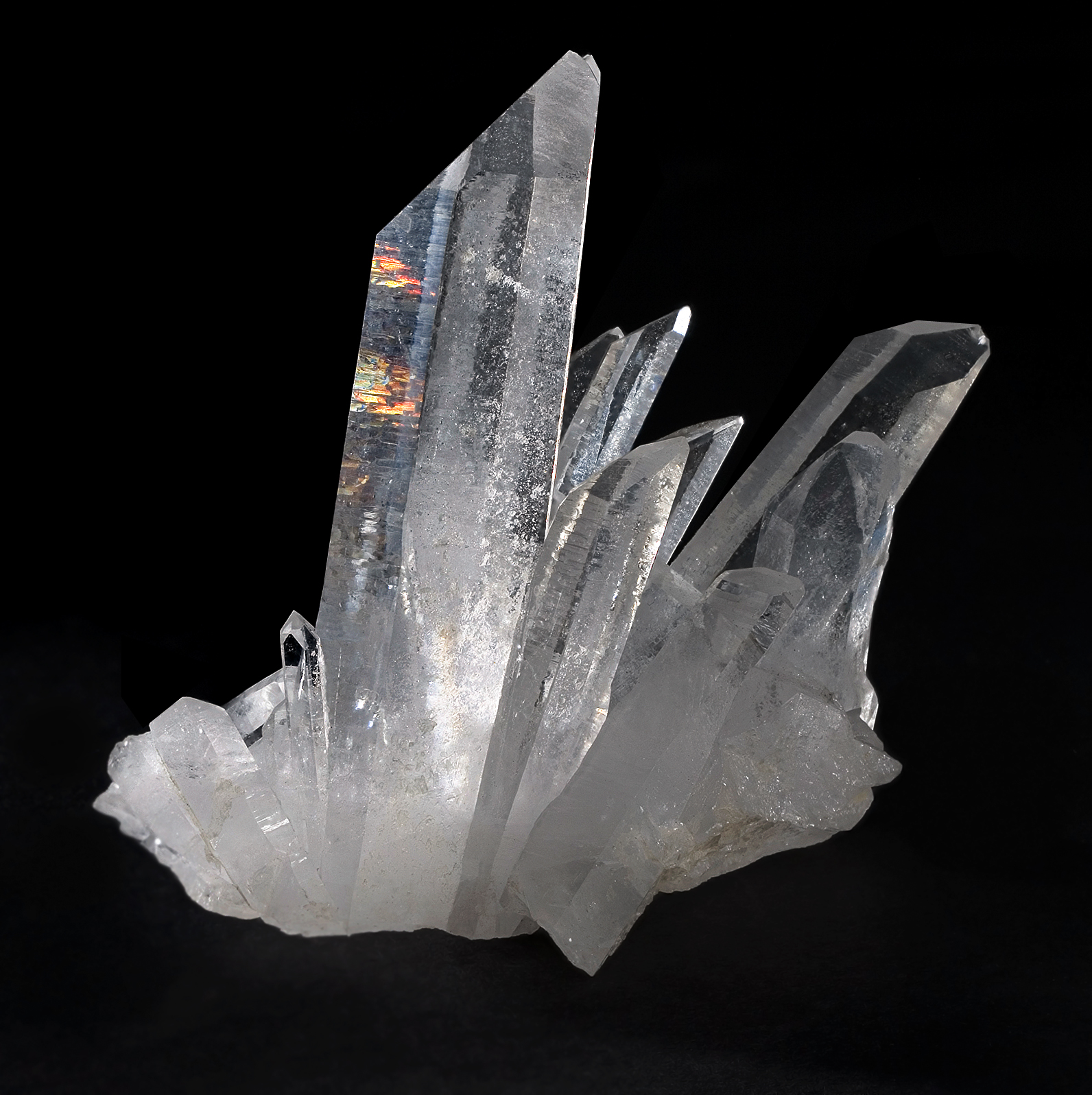
Cristalli di quarzo.

La tecnica viene utilizzata in archeologia per la datazione della ceramica, molti dei cui componenti, quali quarzi e feldspati sono termoluminescenti.  La cottura del manufatto elimina ogni termoluminescenza presente nei materiali che fanno parte dell'impasto, ma l'irraggiamento ambientale porta con il passare del tempo ad un nuovo accumulo di energia.
Riscaldando nuovamente il materiale ad una temperatura di qualche centinaio di gradi,  si può rilevare la quantità di termoluminescenza per mezzo di fotomoltiplicatori. Questa quantità dipende dal tempo trascorso dalla cottura, oltre che dalla quantità di irraggiamento subito (per cui i parametri di riferimento possono variare da luogo a luogo) e dal tipo di materiale presente nell'impasto. Va inoltre tenuto conto di altri eventuali riscaldamenti subiti dal manufatto (per esempio per un incendio). I campioni non vanno inoltre sottoposti a sorgenti di radioattività artificiale.

La tecnica è applicabile, oltre che alla ceramica, alla terra o alle pietre di un focolare, alle terre di fusione dei bronzi, alle sculture o decorazioni architettoniche in terracotta, ai mattoni, oppure ancora alla lava solidificata di un'antica eruzione. Per i forni da vasaio consente la datazione solo dell'ultimo utilizzo.
L'analisi viene eseguita su circa 10 grammi di ceramica prelevati dall'oggetto e viene ripetuta su altrettanti grammi di terreno di scavo, e consente di ottenere datazioni con un'accuratezza del 5-10% (sale al 20% per gli oggetti fuori contesto), nel periodo tra 100-200 e 200.000 anni fa circa (ma il limite teorico, corrispondente al limite delle capacità di immagazzinamento di energia da parte dei cristalli, arriverebbe a circa 700.000 anni fa).